# Pedro Ercílio Simon
Pedro Ercílio Simon (ur. 19 września 1941 w Lagoa Vermelha, zm. 1 czerwca 2020 w Passo Fundo) – brazylijski duchowny rzymskokatolicki, w latach 1999-2011 biskup i 2011-2012 arcybiskup Passo Fundo.

## Życiorys
Święcenia kapłańskie przyjął 12 grudnia 1965 i został inkardynowany do diecezji Passo Fundo. Był m.in. wykładowcą i rektorem diecezjalnego seminarium, promotorem powołań oraz wikariuszem generalnym diecezji.
24 października 1995 został prekonizowany koadiutorem diecezji Cruz Alta. Sakrę biskupią otrzymał 30 grudnia 1990. 5 lipca 1995 został mianowany biskupem Uruguaiana, a 16 września 1998 koadiutorem diecezji Passo Fundo. 19 maja 1999 objął urząd ordynariusza, a 13 kwietnia 2011 został podniesiony do godności arcybiskupa. 11 lipca 2012 zrezygnował z urzędu.
Zmarł w szpitalu w Passo Fundo 1 czerwca 2020.